# شولتو داگلاس
شولتو داگلاس (انگلیسی: Sholto Douglas, 1st Baron Douglas of Kirtleside; ۲۳ دسامبر ۱۸۹۳ – ۲۹ اکتبر ۱۹۶۹) فرد نظامی اهل بریتانیا بود. وی همچنین برندهٔ جوایزی همچون صلیب نظامی و مدال صلیب پرواز ممتاز (بریتانیا) شده‌است.